# Grant Major
Grant Major (Palmerston North, 1955) é um designer de produção neozelandês, mais conhecido por seu trabalho na trilogia O Senhor dos Anéis. Ele venceu o Oscar de Melhor Direção de Arte por O Senhor dos Anéis: O Retorno do Rei.

Seu primeiro contato com o design de produção ocorreu após se formar, quando ingressou em uma escola de arte em Auckland. Em seguida, conseguiu um emprego como assistente de cenografia em uma emissora de televisão local.